# Ваку-Кунго
Ваку-Кунго (до 1975 Санта Комба) — місто, розташоване у провінції Південна Кванза в Анголі. Населення міста приблизно становить 30000. У місті розміщений аеропорт.